# Marius Valerianus

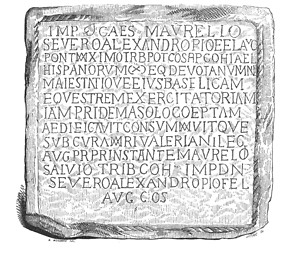
Die Steinplatte mit der Inschrift

Marius Valerianus (sein Praenomen ist nicht bekannt) war ein im 3. Jahrhundert n. Chr. lebender Angehöriger des römischen Senatorenstandes.
Durch eine Inschrift, die beim ehemaligen römischen Militärlager Cilurnum gefunden wurde und die auf den 30. Oktober 221 datiert ist, ist belegt, dass Marius Valerianus Statthalter (Legatus Augusti pro praetore) der Provinz Britannia inferior war. Als Statthalter der Provinz Britannia inferior war er zugleich auch Kommandeur (Legatus legionis) der Legio VI Victrix, die ihr Hauptlager am Sitz des Statthalters in Eboracum, dem heutigen York hatte.
Er ist noch durch zwei weitere Inschriften, die bei den ehemaligen römischen Militärlagern Castra Exploratorum und Arbeia gefunden wurden, als Statthalter in der Provinz nachgewiesen.

## Datierung
Die Inschrift aus Cilurnum kann durch die Angabe dedicatum III Kalendas Novembres Grato et Seleuco consulibus auf den 30. Oktober 221 n. Chr. datiert werden.
Die Inschrift aus Castra Exploratorum wird bei der Epigraphik-Datenbank Clauss-Slaby (EDCS), bei der Epigraphischen Datenbank Heidelberg (EDH) und bei Roman Inscriptions of Britain (RIB) in das Jahr 222 datiert. Die Inschrift aus Arbeia wird bei der EDCS und bei der EDH auf 221/222 und bei RIB in das Jahr 222 datiert.